# Сантус, Леонарду
Леона́рду Си́лва дус Са́нтус (порт.-браз. Leonardo Silva dos Santos; род. 5 февраля 1980, Рио-де-Жанейро) — бразильский боец смешанного стиля, представитель лёгкой и полусредней весовых категорий. Выступает на профессиональном уровне, начиная с 2002 года, известен прежде всего по участию в турнирах бойцовской организации UFC, также выступал в таких организациях как Shooto, World Victory Road, BAMMA, Cage Warriors. Победитель бойцовского реалити-шоу The Ultimate Fighter.

## Биография
Леонарду Сантус родился 5 февраля 1980 года в Рио-де-Жанейро. Увлёкся единоборствами по примеру старшего двоюродного брата Вагнея Фабиану, уже в возрасте пяти лет серьёзно занимался бразильским джиу-джитсу под руководством именитого тренера Вендела Александра, одного из основателей академии Nova União. В течение многих лет регулярно выступал на соревнованиях по БЖЖ, получил чёрный пояс и четвёртый дан, в 2001 году завоевал бронзовую медаль на чемпионате мира ADCC.

### Начало профессиональной карьеры
Дебютировал в смешанных единоборствах на профессиональном уровне в июне 2002 года на турнире Shooto в Японии, встретившись с непобеждённым местным чемпионом Таканори Гоми. В итоге противостояние между ними продлилось всё отведённое время, и большинство судей отдали победу японцу. После этого поражения Сантус решил сконцентрироваться на бразильском джиу-джитсу, участвовал в чемпионатах мира, тогда как в ММА долгое время не выступал.
В 2006 году вернулся в смешанные единоборства, первое время дрался в небольших бразильских промоушенах, затем подписал контракт с World Victory Road и провёл ещё три боя в Японии, из которых два выиграл. Принимал участие в турнирах британских организаций BAMMA и Cage Warriors, где так же одержал победу. Таким образом, к 2012 году в его послужном списке было уже одиннадцать побед и только лишь три поражения.

### The Ultimate Fighter
В 2013 году Сантус стал одним из участников второго бразильского сезона популярного бойцовского реалити-шоу The Ultimate Fighter, разыгрывавшегося между бойцами полусреднего веса. Благополучно преодолел отборочный этап и был выбран в команду Антониу Родригу Ногейры. На предварительном этапе по очкам взял верх над Марсиу Сантусом, затем в четвертьфинале прошёл достаточно сильного бойца Тиагу Сантуса. В полуфинальном бою единогласным решением уступил Сантьяго Понциниббио, однако Понциниббио в этом поединке сломал руку, и Сантус вместо него прошёл дальше в финал, где его ждал Вилиам Макариу.

### Ultimate Fighting Championship
Финальный бой TUF прошёл в рамках турнира Ultimate Fighting Championship, Макариу имел некоторое преимущество в начале боя, но во втором раунде Сантус успешно провёл «треугольник руками» и заставил его сдаться, став таким образом победителем шоу.
В следующем бою в UFC в марте 2014 года Сантус встретился с победителем другого сезона TUF северным ирландцем Норманом Парком, при этом он вернулся в более привычную для себя лёгкую весовую категорию. В ходе поединка рефери лишил Парка одного очка за прихватывание Сантуса за трусы, в итоге решением большинства судей была зафиксирована ничья.
Сантус продолжил свою длительную беспроигрышную серию, взяв верх над такими известными бойцами как Эфраин Эскудеро, Тони Мартин, Кевин Ли и Адриану Мартинс.

## Статистика в профессиональном ММА
| Боёв 25          | Побед 18 | Поражений 6 |
| ---------------- | -------- | ----------- |
| Нокаутом         | 3        | 2           |
| Сдачей           | 9        | 1           |
| Решением         | 5        | 3           |
| Дисквалификацией | 1        | 0           |
| Ничьи            | 1        | 1           |

| Результат | Рекорд | Соперник        | Способ                                 | Турнир                                                       | Дата             | Раунд | Время | Место                    | Примечание                                                                      |
| --------- | ------ | --------------- | -------------------------------------- | ------------------------------------------------------------ | ---------------- | ----- | ----- | ------------------------ | ------------------------------------------------------------------------------- |
| Поражение | 18-6-1 | Джаред Гордон   | Единогласное решение                   | UFC 278                                                      | 20 августа 2022  | 3     | 5:00  | Солт-Лейк-Сити, Юта, США |                                                                                 |
| Поражение | 18-5-1 | Клей Гвида      | Сабмишном (удушение сзади)             | UFC on ESPN 31: Фонт - Альдо                                 | 4 декабря 2021   | 2     | 1:21  | Лас-Вегас, США           |                                                                                 |
| Поражение | 18-4-1 | Грант Доусон    | KO (удары руками)                      | UFC on ESPN: Brunson vs. Holland                             | 20 марта 2021    | 3     | 4:59  | Лас-Вегас, США           |                                                                                 |
| Победа    | 18-3-1 | Роман Богатов   | Единогласное Решение                   | UFC 251                                                      | 12 июля 2020     | 3     | 5:00  | Абу-Даби, ОАЭ            |                                                                                 |
| Победа    | 17-3-1 | Стиви Рэй       | KO (удар рукой)                        | UFC Fight Night: Gustafsson vs. Smith                        | 1 июня 2019      | 1     | 2:17  | Стокгольм, Швеция        | Выступление вечера.                                                             |
| Победа    | 16-3-1 | Адриану Мартинс | Раздельное решение                     | UFC 204                                                      | 8 октября 2016   | 3     | 5:00  | Манчестер, Англия        |                                                                                 |
| Победа    | 15-3-1 | Кевин Ли        | TKO (удары руками)                     | UFC 194                                                      | 12 декабря 2015  | 1     | 3:26  | Лас-Вегас, США           | Выступление вечера.                                                             |
| Победа    | 14-3-1 | Тони Мартин     | Сдача (удушение сзади)                 | UFC Fight Night: Maia vs. LaFlare                            | 21 марта 2015    | 2     | 2:29  | Рио-де-Жанейро, Бразилия |                                                                                 |
| Победа    | 13-3-1 | Эфраин Эскудеро | Единогласное решение                   | UFC Fight Night: Bigfoot vs. Arlovski                        | 13 сентября 2014 | 3     | 5:00  | Бразилиа, Бразилия       |                                                                                 |
| Ничья     | 12-3-1 | Норман Парк     | Ничья (решение большинства)            | UFC Fight Night: Shogun vs. Henderson 2                      | 23 марта 2014    | 3     | 5:00  | Натал, Бразилия          | Вернулся в лёгкий вес. С Парка сняли одно очко за прихватывание трусов Сантуса. |
| Победа    | 12-3   | Вилиам Макариу  | Сдача (треугольник руками)             | UFC on Fuel TV: Nogueira vs. Werdum                          | 8 июня 2013      | 2     | 4:43  | Форталеза, Бразилия      | Выиграл The Ultimate Fighter: Brazil 2 в полусреднем весе.                      |
| Победа    | 11-3   | Марк Хольст     | Техническая сдача (треугольник руками) | Cage Warriors Fight Night 7                                  | 1 сентября 2012  | 1     | 1:14  | Амман, Иордания          |                                                                                 |
| Победа    | 10-3   | Жилмар да Силва | Техническая сдача (треугольник руками) | Shooto: Brazil 28                                            | 10 марта 2012    | 1     | 1:47  | Рио-де-Жанейро, Бразилия |                                                                                 |
| Победа    | 9-3    | Джейсон Болл    | Единогласное решение                   | BAMMA 6: Watson vs. Rua                                      | 21 мая 2011      | 3     | 5:00  | Лондон, Англия           |                                                                                 |
| Победа    | 8-3    | Сотаро Ямада    | DQ (удары в пах)                       | World Victory Road Presents: Sengoku Raiden Championships 14 | 22 августа 2010  | 1     | 3:56  | Токио, Япония            |                                                                                 |
| Победа    | 7-3    | Киума Куниоку   | Сдача (удушение сзади)                 | World Victory Road Presents: Sengoku Raiden Championships 12 | 7 марта 2010     | 1     | 3:06  | Токио, Япония            |                                                                                 |
| Поражение | 6-3    | Кадзунори Ёкота | Раздельное решение                     | World Victory Road Presents: Sengoku 8                       | 2 мая 2009       | 3     | 5:00  | Токио, Япония            |                                                                                 |
| Победа    | 6-2    | Данилу Норона   | Сдача (треугольник руками)             | Shooto: Brazil 10                                            | 17 января 2009   | 1     | 3:20  | Рио-де-Жанейро, Бразилия |                                                                                 |
| Победа    | 5-2    | Кори Эдвардс    | KO (ногой в голову)                    | Shooto: Brazil 9                                             | 28 ноября 2008   | 1     | 1:21  | Форталеза, Бразилия      |                                                                                 |
| Победа    | 4-2    | Алан Лопес      | Сдача (треугольник)                    | Shooto: Brazil 8                                             | 30 августа 2008  | 1     | 2:10  | Рио-де-Жанейро, Бразилия |                                                                                 |
| Победа    | 3-2    | Кристиан Лопес  | Сдача (треугольник руками)             | Shooto: Brazil 7                                             | 28 июня 2008     | 1     | 0:40  | Рио-де-Жанейро, Бразилия |                                                                                 |
| Победа    | 2-2    | Рафаэл Бастус   | Решение судей                          | MTL: Mo Team League 2                                        | 29 июля 2007     | 3     | 5:00  | Сан-Паулу, Бразилия      |                                                                                 |
| Поражение | 1-2    | Жеан Силва      | KO (удар рукой)                        | Super Challenge 1                                            | 7 октября 2006   | 1     | 1:12  | Баруэри, Бразилия        |                                                                                 |
| Победа    | 1-1    | Габриел Мораис  | Сдача (удушение сзади)                 | Guarafight 3                                                 | 12 августа 2006  | 1     | N/A   | Гуарапари, Бразилия      |                                                                                 |
| Поражение | 0-1    | Таканори Гоми   | Решение большинства                    | Shooto: Treasure Hunt 7                                      | 29 июня 2002     | 3     | 5:00  | Сакаи, Япония            |                                                                                 |